# Llista d'espècies d'hipoquílids
Llista d'espècies d'hipoquílids (Hypochilidae), una família d'aranyes araneomorfes amb alguns caràcters molt primitius com són els dos parells de pulmons. Aquest llistat conté la informació recollida fins al 28 d'octubre de 2006, amb només 2 gèneres i 11 espècies descrites.

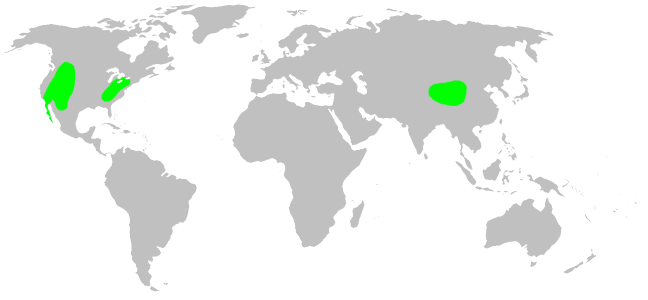
Distribució dels hipoquílids

## Gèneres i espècies

### Ectatosticta
Ectatosticta Simon, 1892
- Ectatosticta davidi (Simon, 1889) (Xina)

### Hypochilus
Hypochilus Marx, 1888
- Hypochilus bernardino Catley, 1994 (EUA)
- Hypochilus bonneti Gertsch, 1964 (EUA)
- Hypochilus coylei Platnick, 1987 (EUA)
- Hypochilus gertschi Hoffman, 1963 (EUA)
- Hypochilus jemez Catley, 1994 (EUA)
- Hypochilus kastoni Platnick, 1987 (EUA)
- Hypochilus petrunkevitchi Gertsch, 1958 (EUA)
- Hypochilus pococki Platnick, 1987 (EUA)
- Hypochilus sheari Platnick, 1987 (EUA)
- Hypochilus thorelli Marx, 1888 (EUA)